# Canton de Saint-Estève
Le canton de Saint-Estève est une division administrative française, située dans le département des Pyrénées-Orientales et la région Languedoc-Roussillon.

## Composition
Le canton de Saint-Estève groupe 5 communes :
| Nom                      | Code Insee | Intercommunalité                    | Superficie (km2) | Population (dernière pop. légale) | Densité (hab./km2) |
| ------------------------ | ---------- | ----------------------------------- | ---------------- | --------------------------------- | ------------------ |
| Saint-Estève (chef-lieu) | 66172      | CU Perpignan Méditerranée Métropole | 11,67            | 11 925 (2014)                     | 1 022              |
| Baho                     | 66012      | CU Perpignan Méditerranée Métropole | 7,90             | 3 201 (2014)                      | 405                |
| Baixas                   | 66014      | CU Perpignan Méditerranée Métropole | 18,91            | 2 568 (2014)                      | 136                |
| Calce                    | 66030      | CU Perpignan Méditerranée Métropole | 23,77            | 213 (2014)                        | 9                  |
| Villeneuve-la-Rivière    | 66228      | CU Perpignan Méditerranée Métropole | 4,38             | 1 288 (2014)                      | 294                |

## Histoire
Le canton de Saint-Estève a été créé par le décret no 85-149 du 31 janvier 1985.

## Représentation

### Conseillers généraux de 1985 à 2015
| Période                                  | Période | Identité       | Étiquette | Qualité |
| ---------------------------------------- | ------- | -------------- | --------- | --- |
| 1985                                     | 1992    | Michel Ey      | UDF-PR    | maire de Saint-Estève (1959-1995)                                                                                   |
| 1992                                     | 2001    | Yves Rousselot | RPR       | Entrepreneur, maire de Saint-Estève (1995-2001)                                                                     |
| 2001                                     | 2015    | Élie Puigmal   | PS        | Fonctionnaire, maire de Saint-Estève (2001-2010) conseiller municipal depuis 2010 vice-président du conseil général |
| Les données manquantes sont à compléter. |         |                |           | |

### Historique des élections

#### Élection de 2008
Les élections cantonales de 2008 ont eu lieu les dimanches 9 et 16 mars 2008. 
Abstention : 27,45 % au premier tour, 32,03 % au second tour.
| Candidat     | Parti | %       | Voix |
| ------------ | ----- | ------- | ---- |
| Élie Puigmal | PS    | 59,36 % | 5347 |
| Robert Vila  | UMP   | 40,64 % | 3660 |

## Démographie
| 1990   | 1999   | 2006   | 2011   | 2012   |
| ------ | ------ | ------ | ------ | ------ |
| 14 972 | 15 754 | 17 732 | 18 241 | 18 677 |